# Jag mår illa
"Jag mår illa" är en sång skriven av Magnus Uggla och Anders Henriksson, och framförd av Magnus Uggla på studioalbumet 35-åringen. Sången handlar om kändisar och kritiserar skvaller/veckopressen. Den 17 september 1989 gick sången upp i topp på Svensktoppen. På singellistorna nådde den som högst nionde plats i Norge, medan den toppade i Sverige.
När låten låg etta på Svensktoppen, men Uggla inte lät sig intervjuas i programmet, ledde det till syrliga kommentarer i programmet från programledaren Kent Finell.
Senare upplagor av albumet 35-åringen innehåller spåret "Stig in och ta en cocktail (The Kent Finell Super Mix)", en nidlåt om Finell, och det tog 22 år innan Uggla och Finell försonades.

## Tillkomst
Magnus Uggla skrev låten till ett filmmanus, som det dock aldrig blev något av.

## Text
Texten handlar om kändisfester, vimmel och premiärer som Uggla bland annat läser i Svensk Damtidning.
Några av de kända svenskar som omnämns i texten är:

- Michael Bindefeldt ("Fru Bindefeldt")
- Emilio Ingrosso
- Pernilla Wahlgren
- Ann Uvhagen
- Björn Borg
- Jannike Björling
- Mona Seilitz
- Lili & Susie ("Två finska systrar")
- Orup
- Sofia Wistam
- Lotta Engberg
- Tommy Körberg
- Arja Saijonmaa
- Alice Timander
- Christer Lindarw ("Fröken Christer")
- Bruno Wintzell
- Malou Hallström

## Musikvideo
Musikvideon utspelar sig främst på en herrtoalett där Magnus Uggla framför låten. Filmsekvenser från kändisfester är inklippta. Några av de kända svenskar som syns i musikvideon är:

- Orup Eriksson
- Sofia Wistam
- Lill-Babs Svensson
- Tommy Körberg
- Jonas Hallberg
- Per Gessle
- Marie Fredriksson
- Lena Philipsson
- Camilla Henemark
- Micke "Svullo" Dubois
- Lili & Susie
- Pernilla Wahlgren
- Claes af Geijerstam
- Lill Lindfors
- Görel Crona
- Mona Seilitz

Videon avslutas med att Magnus Uggla tömmer sitt maginnehåll i toaletten, filmad från toalettskålens perspektiv.

## Listplaceringar
| Lista (1989) | Placering |
| ------------ | --------- |
| Norge        | 9         |
| Sverige      | 1         |

## Utmärkelser
Radioprogrammet Metropol utsåg sången till "1980-talets bästa svenska låt". Kritiker menade dock att det vid slutet av decenniet är lätt att vid sådana tillfällen glömma bort låtar som kom i början av decenniet.[källa behövs]

## Andra versioner
I november 2019 gjorde Niklas Strömstedt en egen tolkning av Jag mår illa i TV-programmet Så mycket bättre kallad Jag kan gilla. Strömstedt valde i sin tolkning att skriva om texten genom att byta ut namnen på de personer som förekommer i originaltexten och hänvisa till samtida händelser. Strömstedt hyllade bland annat Greta Thunberg och Sara Danius och hånade Horace Engdahl och den så kallade Kulturprofilen.